# Alterälven
Alterälven är en skogsälv i södra Norrbotten, Piteå och Älvsbyns kommuner. 
Vattendraget, som fått sitt namn från det fornnordiska namnet för svan, alpt, är cirka 60 km långt, och rinner upp i området mellan Älvsbyn och Boden, i sjön Lule-Altervattnet cirka 2 mil nordost om Älvsbyn. Efter ungefär en halvmil går ån genom Pite-Altervattnet och efter ytterligare en halvmil genom Pålsträsket, där den också förenas med största biflödet Gäddträskälven. Alterälven mynnar i Håkansöfjärden i Bottenviken. Avrinningsområdet är 459 km². Medelvattenföringen är cirka 8 m³/s sett på årsbasis, och maximalt 95 m³/s vid Altersbruk. 
I Nybyn är det nedlagda bruket Altersbruk beläget. I dagsläget finns endast kvarndammen och den gamla kvarnen kvar, men tidigare fanns en damm för drift av järnbrukets stångjärnshammare (nedlagt 1890) och sågverket (nedbrunnet 1964). Kvarndammen nyttjas i dag för ett litet vattenkraftverk.   
Alterälven bjuder under maj månad på ett av Sveriges bästa idfisken, särskilt där E4 går över älven.